# Mylothris agathina
Mylothris agathina är en fjärilsart som först beskrevs av Pieter Cramer 1779.  Mylothris agathina ingår i släktet Mylothris och familjen vitfjärilar. Inga underarter finns listade i Catalogue of Life.

## Bildgalleri

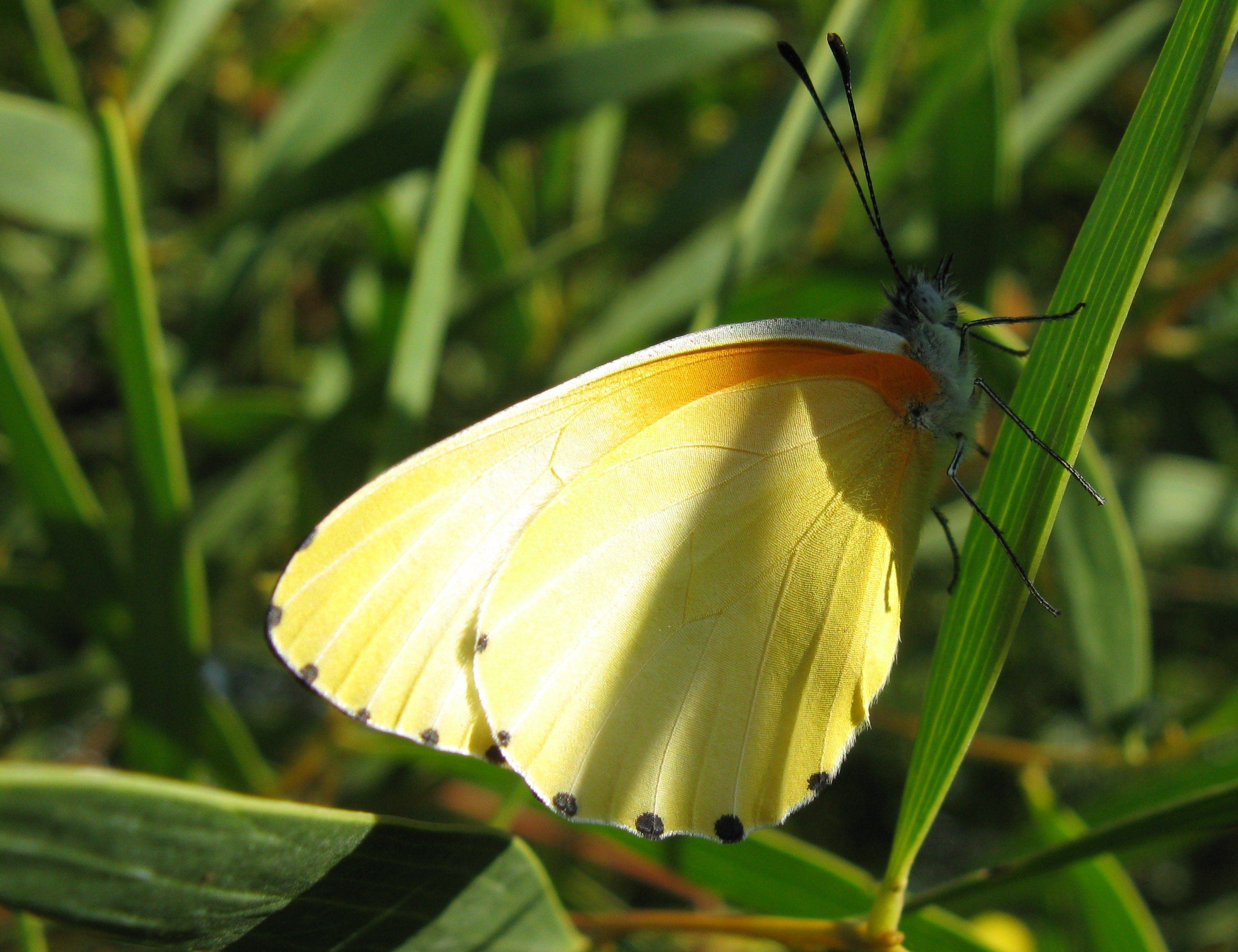
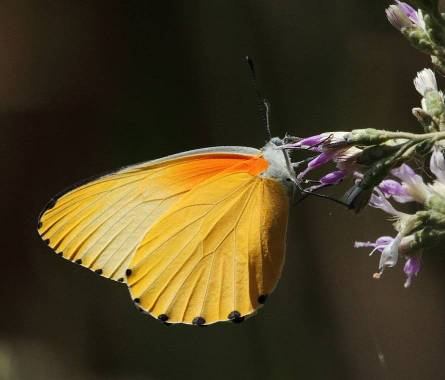